# Mount Pond
Mount Pond är ett berg i Antarktis. Det ligger i Sydshetlandsöarna. Argentina, Chile och Storbritannien gör anspråk på området. Toppen på Mount Pond är 550 meter över havet.
Terrängen runt Mount Pond är kuperad västerut, men österut är den platt. Havet är nära Pond åt sydost. Trakten är glest befolkad. Närmaste befolkade plats är Gabriel de Castilla Spanish Antarctic Station, 7,0 kilometer väster om Mount Pond. 